# Język mulam
Język mulam – z grupy dong-shui (kam-sui) tajo-kadajskiej rodziny języków. Używany przez mniejszość Mulam, mieszkającą w Regionie Autonomicznym Guangxi w ChRL. Używa go 86 tys. osób. Większość użytkowników jest dwujęzyczna, mówi także po chińsku (i w tym języku piszą), mniej niż 10 tysięcy mówi wyłącznie w mulam. Użycie dość powszechne, we wszystkich sferach życia, mówią nim (jako drugim językiem) także sąsiadujący z Mulao Zhuangowie i Hanowie. Blisko spokrewniony z językami maonan i południowodongiańskim.
Nagłosy podniebienne, wargowe, przydechowe, bezdźwięczne nosowe i boczne; wygłosy nosowe i zwarte. Język tonalny, posiada sześć tonów (w sylabach zakończonych spółgłoską lub zwarciem krtaniowym – tylko dwa);  szyk zdania typu SVO.